# Ocularia vittipennis
Ocularia vittipennis là một loài bọ cánh cứng trong họ Cerambycidae.